# Zigong
Zigong is een stad in de gelijknamige prefectuur in de provincie Sichuan in China, Bij de volkstelling van 2020 had de stad 868.565 inwoners, de gehele prefectuur had 2.489.256 inwoners.
Zigong ligt in het zuidelijke deel van het Rode Bekken en is beroemd vanwege de zouthistorie en het lantaarnfestival.

## Geboren
- Gao Min (1970), schoonspringster